# Swaggers Made In USA
《Swaggers Made In USA》는 네이버TV에서 방송되었던 힙합 리얼리티 경연 프로그램이다. 정상수, 타래, 수퍼비, 면도가 힙합 본토 미국에서 랩배틀을 펼치며, 우승자는 현지 유명 프로듀서의 곡을 받아 신곡을 발표하게 된다. 수퍼비가 최종 우승을 차지했고, 타래가 준우승을 기록했다.